# 최광희 (축구 선수)
최광희(崔光熙, 1984년 5월 17일 ~ )는 대한민국의 전 축구 선수이며 포지션은 미드필더였다. 2018년 부산아이파크 유스팀 개성고등학교 코치로 지도자를 시작하여, 2022년에는 부산아이파크 u15 낙동중 감독으로 준우승을 이끌었다.이후
```
2022년 부산아이파크 프로팀이 박진섭감독으로  교체된후 코치로 합류하였다.
```

현재 부산 아이파크 유스팀 개성고등학교 감독으로 활동하고 있다.

## 축구인 경력

### 선수 경력
고등학교 시절에는 공격수로 활약하였으나 울산대학교에선 풀백으로 활약하였다. 2006년 울산 현대에 우선지명 선수로 입단하였으나 장기부상과 재활로 많은 경기에 출전하지는 못하였다.
2007년 전북 현대 모터스로 이적하였다.
2008년 부산 아이파크로 이적 후 다양한 포지션에서 활약하며 멀티 플레이어로서 활약하였다. 2012년엔 김창수의 이적으로 공백이 생긴 오른쪽 풀백 자리에서 주전으로 활약하였고 이듬해 K리그 클래식 2013을 앞두고 군 복무를 위해 경찰 축구단에 입대하였다. 2014년 9월 전역하여 10월 1일 상주 상무와의 경기에서 복귀전을 치렀다.

## 지도자
2017시즌 종료 후 은퇴를 선언하고 부산의 유스 산하학교인 개성고등학교의 코치로 부임하였다.
2022년 6월 17일에 부산 아이파크 프로 코치로 부임하였다. 
2024년엔  부산아이파크 유스팀인 개성고등학교 축구부 감독으로  부임하여  활동중이다

### 국가대표 경력
프로 데뷔 이전 U-17 대표팀과 유니버시아드 대표팀에 선발되기도 하였다.